# یتیم ایدز

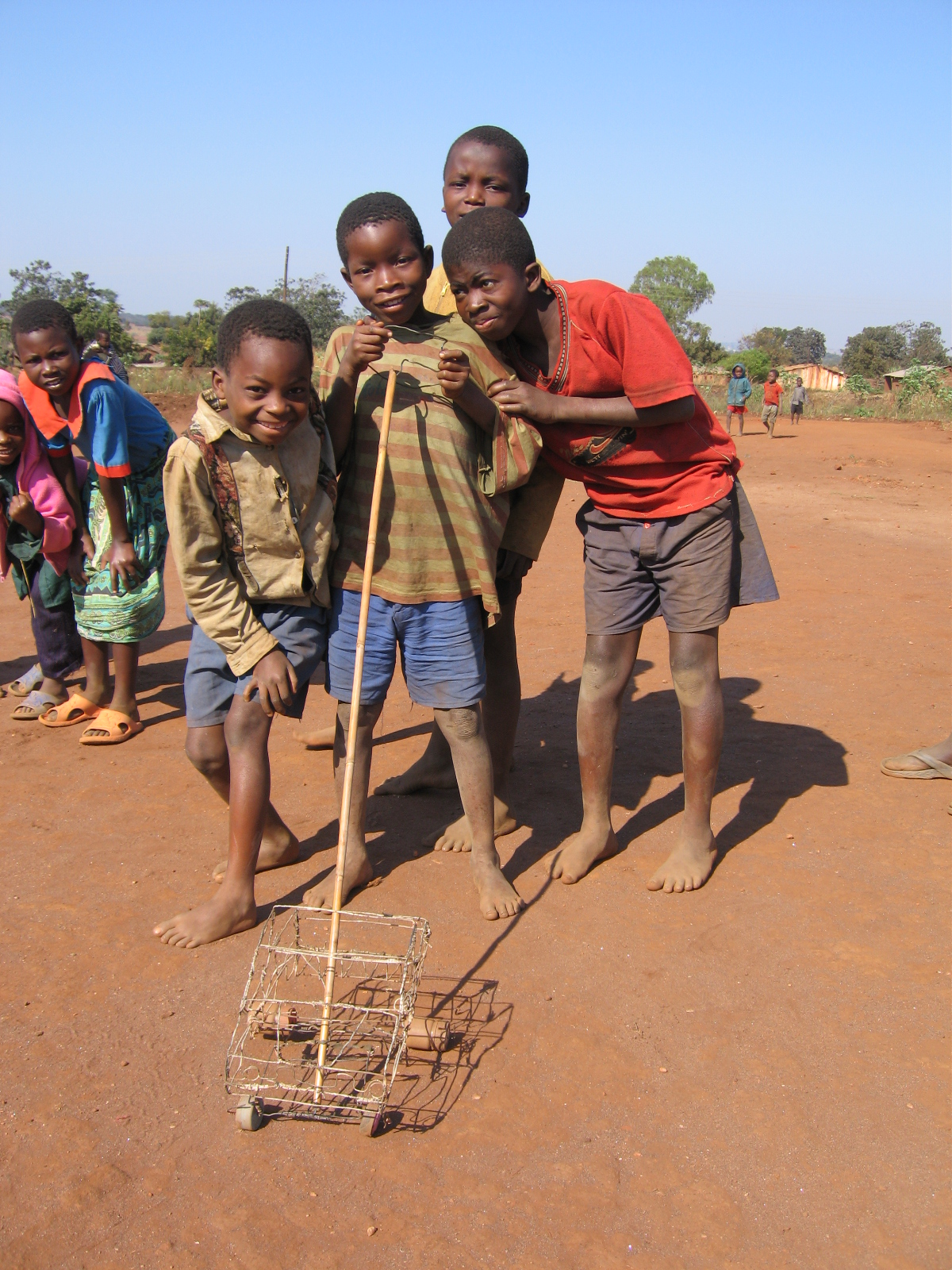
چند یتیم ایدز در مالاوی

یتیم ایدز (انگلیسی: AIDS orphan) کودکی است که یتیم شده باشد به سبب آنکه پدر یا مادرش را به دلیل بیماری ایدز از دست داده باشد. بر اساس تعاریف برنامه مشترک ملل متحد در زمینه ایدز، سازمان بهداشت جهانی و یونیسف یتیم ایدز، کودکی است که پیش از ۱۵ سالگی‌اش مادرش را بر اثر بیماری ایدز از دست داده باشد بدون در نظرگرفتن اینکه پدرش زنده باشد یا خیر.
سالانه بیش از ۷۰۰۰۰ کودک در جهان تبدیل به یتیم ایدز می‌شوند.